# Sylvain Bouchard (radio)
Pour les articles homonymes, voir Sylvain Bouchard et Bouchard.
Sylvain Bouchard est un animateur de radio québécois. Il anime à la station CJMF-FM 93,3, diffusant à Québec.  

## Biographie
Né à Hébertville, au Lac-Saint-Jean, Sylvain Bouchard étudie le journalisme écrit et pratique le journalisme à la radio pendant 8 ans. Par la suite, il devient animateur à KYK-FM, une station de radio du Saguenay-Lac-Saint-Jean. Il occupera ce poste de 2000 à 2005, jurant de demeurer dans sa région natale, avant d'accepter de travailler pour CJMF. 
Le 30 mai 2005, la station lui offre d'animer l'émission matinale Bouchard en parle.

## Controverse concernant Françoise David
Au cours du mois de janvier 2009, l'animateur a critiqué la mention de Françoise David dans un manuel du cours d'Éthique et culture religieuse destiné à des étudiants de l'enseignement secondaire québécois.  Sylvain Bouchard a parlé de « propagande politique communiste » et de « brainwashage socialiste de vos profs syndiqués en faveur d'un parti », appelant les enfants, dans le cadre d'un concours, à arracher la page et à l'envoyer à sa radio. Il a affirmé que Françoise David est une « soviétique ». Il souligne le fait qu'on n'aurait pas accepté qu'un manuel scolaire offre une telle chance à un autre politicien, par exemple Mario Dumont, qui est selon lui un défenseur de la « famille moyenne québécoise ». 
Madame David a critiqué l'attitude de Monsieur Bouchard. Elle a envoyé une lettre à la radio CJMF 93,3 FM pour qu'on mette un terme au concours, sans quoi elle pourrait recourir à « d'autres mesures », sans les préciser». Le passage du manuel sur Françoise David fait partie d’un chapitre intitulé « Le féminisme : un autre regard sur la justice » et la décrit comme l’une des féministes contemporaines les plus connues au Québec. On y souligne, notamment, ses années passées à la présidence de la Fédération des femmes du Québec, et aussi le rôle qu'elle a joué dans la marche Du pain et des roses et la Marche mondiale des femmes contre la pauvreté et la violence. Plusieurs groupes de femmes ont appuyé la démarche de Mme David[réf. nécessaire].
Le 20 octobre 2009, le Conseil canadien des normes de la radio télévision a statué que Sylvain Bouchard n'a enfreint aucune règle avec le type de discours qu'il a tenu envers Françoise David.

## Tramway de Québec
En juin 2010, il dénonce farouchement le projet de tramway à Québec dans son émission, propos qui seront critiqués dans d'autres médias.